# Javelin (DC Comics)
Javelin (dall'inglese, "Giavellotto") è un super criminale immaginario pubblicato nei fumetti DC Comics. Comparve per la prima volta in Lanterna Verde n. 173 (febbraio 1984), e fu creato a Dennis O'Neil, Mike Sekowsky, e Dick Giordano.

## Biografia del personaggio
Un criminale atleta di cui si sa pochissimo, Javelin comparve in Los Angeles, California, dove fu assunto dal congressista Jason Bloch per rubare un prezioso motore di un Jet Solare dell'Aeronautica Ferris.
Questo furto portò Javelin inevitabilmente ad un conflitto con Lanterna Verde, che lavorava alle Industrie Aeronautiche Ferris nella sua identità segreta.
Durante il loro primo scontro, Javelin scoprì che il giallo annullava i poteri di Lanterna Verde, e così dipinse il missile che lanciò contro le Industrie Ferris di giallo, così come convertì in giallo tutto il suo arsenale. Catturato infine da Lanterna Verde, il criminale ricomparve successivamente e probabilmente combatté contro Skyrocket dei Power Company.
Successivamente accettò di diventare un membro, sebbene temporaneamente, della Suicide Squad in cambiò dell'eliminazione dei suoi registri criminali. La sua prima missione fu quella di andare in Russia e liberare Nemisis. In questa missione, la Squad entrò in conflitto con la Justice League International. La sua ultima missione, invece, fu una battaglia contro la malvagia Circe, in una parte del crossover Guerra degli Dei. Javelin fu parte di una nuova versione della Squad, creata per avere della "carne da cannone". Durante l'invasione, la maga Circe impalò Javelin con uno dei suoi giavellotti, apparentemente uccidendolo.
Javelin ricomparve successivamente a San Francisco, sottolineando la sua apparente scomparsa anni addietro e la sua successiva sopravvivenza, lavorando per il paranoico Dottor Cyber. Fu nuovamente sconfitto dalla sua vecchia nemica Skyrocket quando cercò di battersi con lei.

## Un Anno Dopo
Nonostante ciò, fu catturato da Lanterna Verde senza molti problemi, ma Javelin rimase dietro le sbarre finché non fu assunto da Mirror Master nel tentativo di incastrare Amanda Waller. Si alleò con diversi altri criminali, come Plastique e il duo Punch e Jewlee. Invasero una struttura militare in Myanmar al fine di neutralizzare quella che sembrava essere una fonte di potere super umana. Javelin rimase ucciso da una jeep in fuga mentre cercava di proteggere la fresca vedova sconvolta, Jewelee.

### JLA: Cry for Justice
Javelin compare in Justice League: Cry for Justice, mentre combatte contro Freccia Verde e Lanterna Verde nel centro di Gotham. Lo si vede lanciare una lancia contro gli eroi, che però finisce per frangersi contro Supergirl. Quindi, l'eroina provvide a metterlo fuori combattimento.

## Altri media
- Javelin ebbe numerose piccole comparse senza battute come membro della Legione del destino nella stagione finale della serie animata Justice League Unlimited.
- Nell'episodio Un segreto da custodire della serie animata Batman: The Brave and the Bold, Javelin comparve brevemente durante un montaggio dei nemici noti di Lanterna Verde.
- In The Suicide Squad - Missione suicida, pellicola facente parte del DC Extended Universe, è interpretato da Flula Borg. In questa versione il personaggio di chiama Gunter Braun ed è un ex atleta olimpionico tedesco che combatte utilizzando la sua abilità nel lancio del giavellotto. Durante la missione per attaccare Corto Maltese egli flirta con la bella Harley Quinn: appare inoltre incuriosito dal bizzarro nome del meta-umano T.D.K. Il gruppo tuttavia viene tradito dal mercenario Blackguard ed è attaccato dall'esercito: nello scontro Javelin viene crivellato di colpi e muore consegnando ad Harley il suo giavellotto, reputandola l'unica degna di usarlo.[3] La sua arma si rivelerà in seguito fondamentale per Harley nello scontro con il letale Starro il conquistatore.